# Jung und Jung
Der Verlag Jung und Jung wurde im Jahr 2000 in Salzburg vom langjährigen Lektor und Geschäftsführer des Residenz-Verlages, dem Germanisten und Schriftsteller Jochen Jung, gegründet. Der Verlag widmet sich in erster Linie der deutschsprachigen Gegenwartsliteratur mit Schwerpunkt Österreich, publiziert daneben aber auch Übersetzungen aus anderen Sprachen und anderen Zeiten. Kunstbücher und Bücher zum Thema Musik ergänzen das Programm. Für seinen „verlegerischen und unternehmerischen Mut“ wurde Jochen Jung am 3. November 2005 mit dem Buchpreis der Salzburger Wirtschaft ausgezeichnet.
Zu den deutschsprachigen Autoren des Jung und Jung-Verlages gehören u. a. Melanie Arns, H. C. Artmann, Xaver Bayer, Günter Brus, Erwin Einzinger, Sherko Fatah, Ludwig Fels, Anselm Glück, Peter Handke, Gert Jonke, Elfriede Kern, Alfred Kolleritsch, Ursula Krechel, Dagmar Leupold, Inge Merkel, Robert Musil, Melinda Nadj Abonji, Christine Pitzke, Martin Prinz, Klaus Reichert, Julian Schutting, Arnold Stadler, Peter Waterhouse, Daniel Wisser, Gernot Wolfgruber, zu den übersetzten zählen international renommierte Gegenwartsautoren wie Adonis und Dimitri T. Analis, Robert Creeley oder Peer Hultberg, aber auch Klassiker wie Hart Crane, Herman Melville, William Shakespeare, Edmund Spenser, William Butler Yeats oder das finnische Nationalepos Kalevala von Elias Lönnrot.
Sprachliche Eigenständigkeit und intellektuelle Neugier zeichnen die Autoren des Verlages aus, die dafür zahlreiche Preise und Nominierungen erhielten. Mit dem Deutschen Buchpreis wurden Melinda Nadj Abonji (2010) und Ursula Krechel (2011) prämiert. Den Österreichischen Buchpreis erhielten Daniel Wisser (2018) und Xaver Bayer (2020).
Die ästhetische Gestaltung der Bücher lag seit Beginn der Verlagsarbeit bis zu seinem Tod im Jahre 2012 in den Händen des österreichischen Künstlers Walter Pichler. Zu den Lektoren gehört der Bachmann-Preis-Juror Paul Jandl.
Unter der Gesamtleitung des Literaturwissenschaftlers Bernhard Fetz erscheint seit 2012 die Reihe Österreichs Eigensinn, eine Bibliothek besonderer österreichischer Avantgarden und Topographien.
Im November 2021 wurde der Verkauf des Verlages an den Schweizer Kampa Verlag bekannt.